# Iturmendi
Iturmendi è un comune spagnolo di 371 abitanti situato nella comunità autonoma della Navarra.